# Nasuconia nanica
Nasuconia nanica (лат.) — вид горбаток рода Nasuconia из подсемейства Darninae (Membracidae). Неотропика: Бразилия.

## Описание
Мелкие равнокрылые насекомые (длина около 7 мм). Характеризуется следующими признаками: (1) фронтоклипеус на 2/3 своей длины выходит за пределы супрантеннального края; (2) при виде сбоку голова (вершина и переднеспинка) на одной косой линии с метопидием; (3) переднеспинка жёлтая. Голова, переднеспинка и ноги жёлто-коричневые, грудь снизу, вершина плечевых углов и вершина брюшка чёрные; переднеспинка с жёлтыми продольными приподнятыми линиями; голова и переднеспинка густо опушены жёлтыми волосками.
Это типовой вид рода и сходен с N. lineosa и N. catarina, которые сходны по признакам фронтоклипеуса, цвету, форме и скульптуре пронотума. У N. nanica и N. lineosa дорсальный край головы (вершина и фронтоклипеус), непрерывный с контуром метопидия при боковом виде, в отличие от N. catarina, у которого дорсальный край головы (вершина и фронтоклипеус) образует угол с передним краем метопидия. Этот вид зарегистрирован только из Энкрузильяды, Баия, Бразилия.